# Saison 1980-1981 de la LAH
Saison précédente Saison suivante
La saison 1980-1981 de la Ligue américaine de hockey est la 45e saison de la ligue. Neuf équipes s'affrontent pour le gain de la coupe Calder qui est remportée pour la première fois par les Red Wings de l'Adirondack.

## Changement de franchises
- Les Firebirds de Syracuse sont dissous et cessent leurs activités.
- Les Dusters de Broome sont renommés en Whalers de Binghamton.
- Les Red Wings de l'Adirondack passent de la division Nord à la division Sud.

## Saison régulière

### Classement
| Clt   | Équipe                          | PJ | V  | D  | N  | BP  | BC  | Pts |
| ----- | ------------------------------- | -- | -- | -- | -- | --- | --- | --- |
| +001, | Mariners du Maine               | 80 | 45 | 28 | 7  | 319 | 292 | 97  |
| +002, | Hawks du Nouveau-Brunswick      | 80 | 37 | 33 | 10 | 317 | 298 | 84  |
| +003, | Voyageurs de la Nouvelle-Écosse | 80 | 38 | 37 | 5  | 335 | 298 | 81  |
| +004, | Indians de Springfield          | 80 | 34 | 41 | 5  | 312 | 343 | 73  |

| Clt   | Équipe                    | PJ | V  | D  | N  | BP  | BC  | Pts |
| ----- | ------------------------- | -- | -- | -- | -- | --- | --- | --- |
| +001, | Bears de Hershey          | 80 | 47 | 24 | 9  | 357 | 299 | 103 |
| +002, | Red Wings de l'Adirondack | 80 | 35 | 40 | 5  | 305 | 328 | 75  |
| +003, | Whalers de Binghamton     | 80 | 32 | 42 | 6  | 296 | 336 | 70  |
| +004, | Nighthawks de New Haven   | 80 | 29 | 40 | 11 | 295 | 321 | 69  |
| +005, | Americans de Rochester    | 80 | 30 | 42 | 8  | 295 | 316 | 68  |

- En gras : qualifiés pour les séries

### Meilleurs pointeurs
| Joueur              | Équipe                          | PJ | B  | A  | Pts | Pun |
| ------------------- | ------------------------------- | -- | -- | -- | --- | --- |
| Mark Lofthouse      | Bears de Hershey                | 74 | 48 | 55 | 103 | 131 |
| Dan Daoust          | Voyageurs de la Nouvelle-Écosse | 80 | 38 | 60 | 98  | 106 |
| Tony Cassolato      | Bears de Hershey                | 74 | 48 | 46 | 94  | 23  |
| Dave Gorman         | Voyageurs de la Nouvelle-Écosse | 78 | 43 | 47 | 90  | 82  |
| Normand Aubin       | Hawks du Nouveau-Brunswick      | 79 | 43 | 46 | 89  | 99  |
| Guy Carbonneau      | Voyageurs de la Nouvelle-Écosse | 78 | 35 | 53 | 88  | 87  |
| Jean-François Sauvé | Americans de Rochester          | 56 | 29 | 54 | 83  | 21  |
| Craig Levie         | Voyageurs de la Nouvelle-Écosse | 80 | 20 | 62 | 82  | 162 |
| Paul Evans          | Mariners du Maine               | 78 | 28 | 52 | 80  | 49  |
| Reg Thomas          | Voyageurs de la Nouvelle-Écosse | 74 | 36 | 43 | 79  | 90  |

## Séries éliminatoires
Les quatre premiers de chaque division sont qualifiés pour les séries. Toutes les séries sont disputées au meilleur des sept matchs.
- Le premier de chaque division affronte le quatrième de sa division pendant que le deuxième affronte le troisième. Les vainqueurs se rencontrent.
- Les gagnants se disputent la coupe Calder[3].

|  | Demi-finales de division | Demi-finales de division | Demi-finales de division | Demi-finales de division |    |         | Finales de division | Finales de division | Finales de division | Finales de division |  |  | Finale de la Coupe Calder | Finale de la Coupe Calder | Finale de la Coupe Calder | Finale de la Coupe Calder |
|  |                          |                          |                          |                          |    |         |                     |                     |                     |                     |  |  |                           |                           |                           |                           |
|  |                          |                          |                          |                          |    |         |                     |                     |                     |                     |  |  |                           |                           |                           |                           |
|  |                          |                          |                          |                          |    |         |                     |                     |                     |                     |  |  |                           |                           |                           |                           |
|  | N1                       | Maine                    | 4                        | 4                        |    |         |                     |                     |                     |                     |  |  |                           |                           |                           |                           |
|  | N1                       | Maine                    | 4                        | 4                        |    |         |                     |                     |                     |                     |  |  |                           |                           |                           |                           |
|  | N4                       | Springfield              | 3                        | 3                        |    |         |                     |                     |                     |                     |  |  |                           |                           |                           |                           |
|  | N4                       | Springfield              | 3                        | 3                        | N1 | Maine   | 4                   | 4                   |                     |                     |  |  |                           |                           |                           |                           |
|  |                          |                          |                          |                          | N1 | Maine   | 4                   | 4                   |                     |                     |  |  |                           |                           |                           |                           |
|  |                          |                          | N2                       | Nouveau-Brunswick        | 3  | 3       |                     |                     |                     |                     |  |  |                           |                           |                           |                           |
|  | N3                       | Nouvelle-Écosse          | N2                       | Nouveau-Brunswick        | 3  | 3       | 2                   | 2                   |                     |                     |  |  |                           |                           |                           |                           |
|  | N3                       | Nouvelle-Écosse          |                          |                          |    |         |                     | 2                   |                     |                     |  |  |                           |                           |                           |                           |
|  | N2                       | Nouveau-Brunswick        | 4                        | 4                        |    |         |                     |                     |                     |                     |  |  |                           |                           |                           |                           |
|  | N2                       | Nouveau-Brunswick        | 4                        | 4                        | N1 | Maine   | 2                   | 2                   |                     |                     |  |  |                           |                           |                           |                           |
|  |                          |                          |                          |                          | N1 | Maine   | 2                   | 2                   |                     |                     |  |  |                           |                           |                           |                           |
|  |                          |                          | S2                       | Adirondack               | 4  | 4       |                     |                     |                     |                     |  |  |                           |                           |                           |                           |
|  | S1                       | Hershey                  | S2                       | Adirondack               | 4  | 4       | 4                   | 4                   |                     |                     |  |  |                           |                           |                           |                           |
|  | S1                       | Hershey                  |                          |                          |    |         |                     |                     |                     |                     |  |  |                           |                           |                           |                           |
|  | S4                       | New Haven                | 0                        | 0                        |    |         |                     |                     |                     |                     |  |  |                           |                           |                           |                           |
|  | S4                       | New Haven                | 0                        | 0                        | S1 | Hershey | 2                   | 2                   |                     |                     |  |  |                           |                           |                           |                           |
|  |                          |                          |                          |                          | S1 | Hershey | 2                   | 2                   |                     |                     |  |  |                           |                           |                           |                           |
|  |                          |                          | S2                       | Adirondack               | 4  | 4       |                     |                     |                     |                     |  |  |                           |                           |                           |                           |
|  | S3                       | Binghamton               | S2                       | Adirondack               | 4  | 4       | 2                   | 2                   |                     |                     |  |  |                           |                           |                           |                           |
|  | S3                       | Binghamton               |                          |                          |    |         |                     | 2                   |                     |                     |  |  |                           |                           |                           |                           |
|  | S2                       | Adirondack               | 4                        | 4                        |    |         |                     |                     |                     |                     |  |  |                           |                           |                           |                           |
|  | S2                       | Adirondack               | 4                        | 4                        |    |         |                     |                     |                     |                     |  |  |                           |                           |                           |                           |
|  |                          |                          |                          |                          |    |         |                     |                     |                     |                     |  |  |                           |                           |                           |                           |

## Trophées

### Trophées collectifs
| Coupe Calder : Vainqueurs des séries                        | Red Wings de l'Adirondack |
| Trophée F.-G.-« Teddy »-Oke : Champions de la division Nord | Mariners du Maine         |
| Trophée John-D.-Chick : Champions de la division Sud        | Bears de Hershey          |

### Trophées individuels
| Trophée Les-Cunningham : Meilleur joueur de la saison                                 | Pelle Lindbergh (Mariners du Maine)                 |
| Trophée John-B.-Sollenberger : Meilleur pointeur                                      | Mike Lofthouse (Bears de Hershey)                   |
| Trophée Dudley-« Red »-Garrett : Meilleure recrue                                     | Pelle Lindbergh (Mariners du Maine)                 |
| Trophée Eddie-Shore : Meilleur défenseur de la saison                                 | Craig Levie (Voyageurs de la Nouvelle-Écosse)       |
| Trophée Harry-« Hap »-Holmes : Gardien(s) de l'équipe ayant encaissé le moins de buts | Pelle Lindbergh et Robbie Moore (Mariners du Maine) |
| Trophée Louis-A.-R.-Pieri : Meilleur entraîneur de la saison                          | Bob McCammon (Mariners du Maine)                    |
| Trophée Fred-T.-Hunt : Joueur au meilleur esprit sportif'                             | Tony Cassolato (Bears de Hershey)                   |